# Girlfriend (album van Matthew Sweet)
Girlfriend is het derde album van Matthew Sweet. Het is tevens zijn meest succesvolle album tot op heden. AV Club classificeerde het album als een van de beste jaren 90 albums. Bij het maken van het album stonden in de studio Lloyd Cole, Robert Quine en Richard Lloyd hem bij.
Het album maakte Sweet na zijn scheiding. In de  Billboard 200 album chart bereikte het album de 100e plaats. De titeltrack bereikte nummer 4 op de Modern Rock chart en nummer 10 op de Mainstream Rock chart. De andere single van het album, "Divine Intervention", bereikte de 23e plaats op de Modern Rock chart.
Sweet gaf destijds een eenmalig (en kort) concert in de Amsterdamse Melkweg.